# Jessore Sadar
Jessore Sadar är ett underdistrikt i Bangladesh. Det ligger i den centrala delen av landet, 140 km väster om huvudstaden Dhaka.
Trakten runt Jessore Sadar består till största delen av jordbruksmark. Runt Jessore Sadar är det mycket tätbefolkat, med 1 632 invånare per kvadratkilometer.